# Paloniitynjärvi
Paloniitynjärvi är en sjö i Finland. Den ligger i kommunen Tavastehus i landskapet Egentliga Tavastland, i den södra delen av landet, 80 km norr om huvudstaden Helsingfors. Paloniitynjärvi ligger 97 meter över havet. Arean är 43,7 hektar och strandlinjen är 4,6 kilometer lång. Sjön  ingår i Kumo älvs huvudavrinningsområde.   I omgivningarna runt Paloniitynjärvi växer i huvudsak blandskog.